# Васильевка (Добринский район)
Васи́льевка — село Петровского сельского поселения Добринского района Липецкой области.
Стоит на левом берегу реки Чамлык.
До 6 июня 2005 года  Васильевка входила в состав Мордовского района Тамбовской области, однако часть её была передана Добринскому району Липецкой области: постановлением правительства РФ образовано село Васильевка в Добринском районе.
Сегодня, согласно данным почтовой службы, есть две Васильевки на границы областей — село Васильевка в Липецкой области (индекс — 399446) и деревня Васильевка в Тамбовской области (индекс — 393634). Сегодня граница субъектов проходит через застройку селения. Согласно картам 1994 года, ранее на территории Добринского района была лишь молочно-товарная ферма. Позже вокруг неё были построены жилые дома.

## История
Энциклопедия Тамбовской области относит возникновение деревни не ранее 1795 г. и называется как сельцо Васильевское, Ржавец тож. Видимо, основана крепостными помещика Василия Квашнина-Самарина.
Однако в Плане дач генерального и специального межевания упоминается под № 208 сельцо Васильевское и деревня Васильевская надворного советника Василия Константиновича Маслова с прочими.
В XIX в. — владельцами частей Васильевского были Гарденин Дмитрий Иванович, обер-берггауптман, артиллерийский поручик Гавриил Дмитриевич Гарденин (внук сенатора Гавриила Симоновича Качки) и лейтенант флота Николай Михайлович Полетаев.
В 1859 году владельцем был Иван Шеньшин.
За ним числилось 85 крепостных и 45 дворовых душ мужского пола.
29 мая 1912 г.  —  случился пожар, загорелась рига, где ночевали рабочие Новопокровской экономии. Погибли 59 человек, в том числе и дети.

## Население
| 2010 |
| ---- |
| 188  |